# Kleetaler

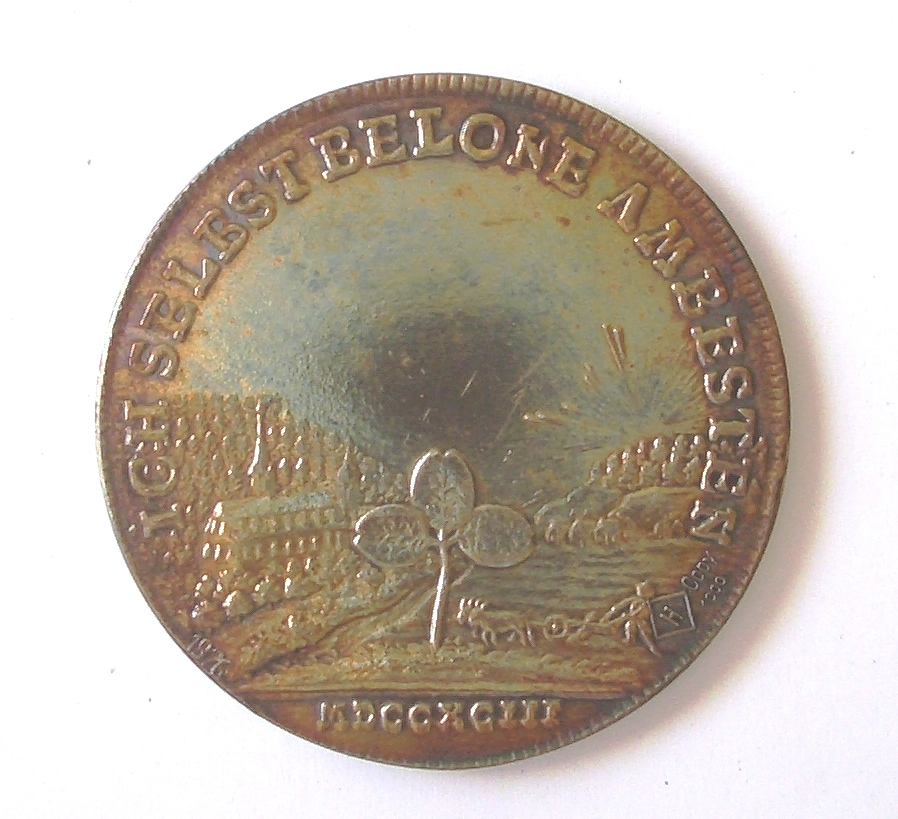
Kleetaler von 1793, Avers, originalgetreue Feinsilbernachprägung von 1978

Der Kleetaler (in der alten Schreibweise auch Kleethaler) ist eine in Erbach im Odenwald geprägte talerförmige Belohnungsmedaille aus dem letzten Jahrzehnt des 18. Jahrhunderts. Mitunter wird sie auch als Schaumünze bezeichnet. Sie wurde an Odenwälder Bauern zur Förderung des Kleeanbaus vergeben und erzielt aufgrund ihrer Seltenheit heute hohe Preise bei numismatischen Auktionen.

## Hintergrund

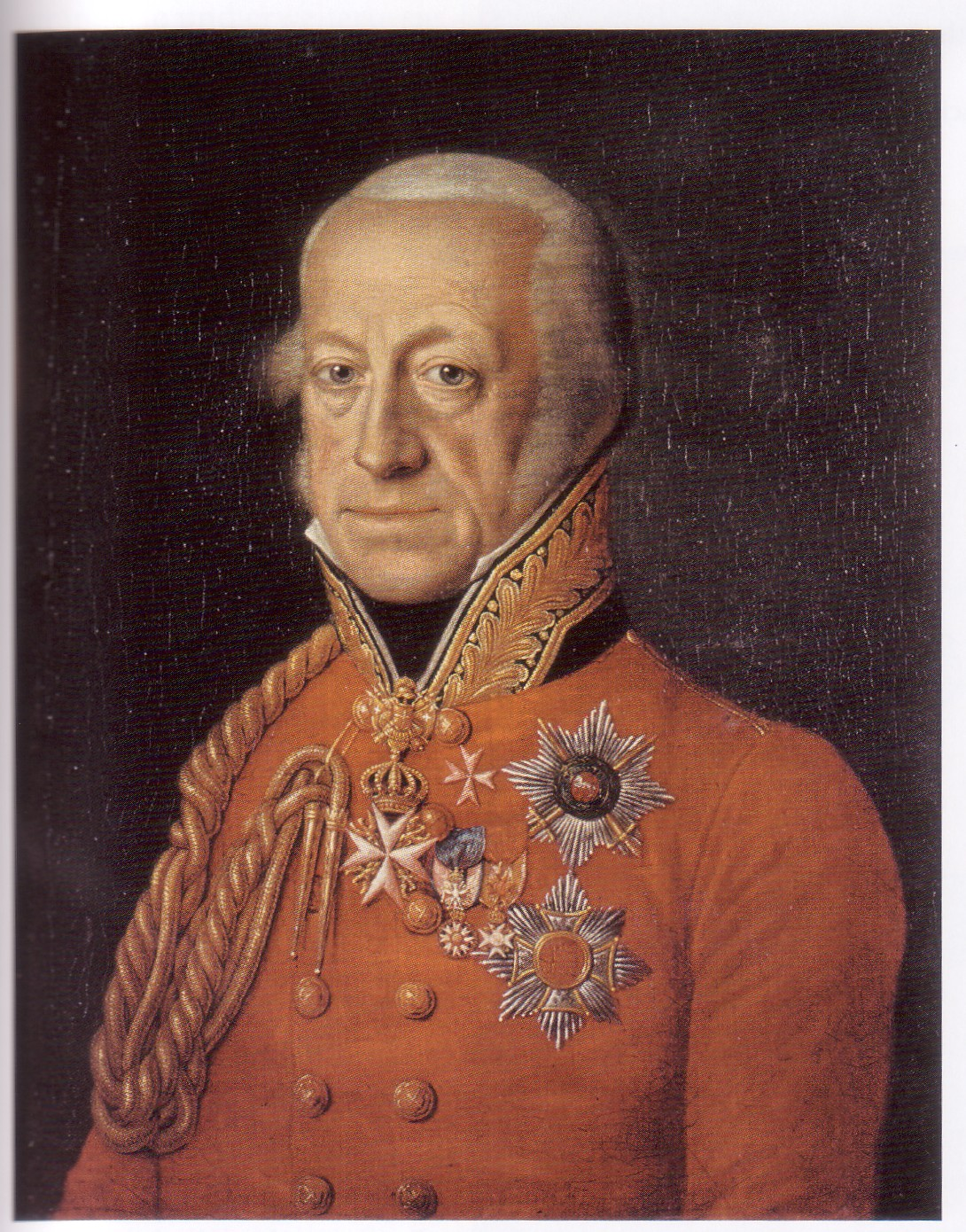
Der Stifter des Kleetalers: Graf Franz I. zu Erbach-Erbach

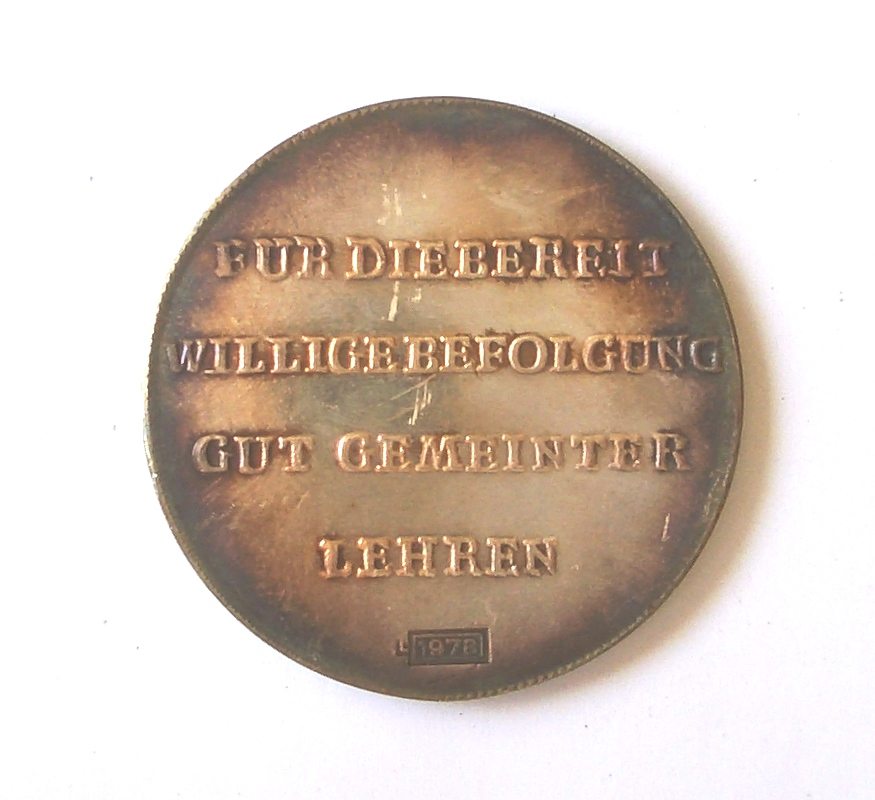
Kleetaler von 1793, Revers, mit dem Jahrgangsstempel der Replik 1978

Graf Franz I. zu Erbach-Erbach kannte seit seinem Regierungsantritt 1775 die Probleme der Odenwälder Landwirtschaft in seiner Grafschaft. Vor allem auf den Höhenlagen war das Großvieh nicht ausreichend mit Grünfutter versorgt, da die Böden dort aufgrund der nur dünnen Humusdecke über dem tragenden Sandstein nicht genug Heu liefern konnten. Auf seiner zweiten Bildungsreise führte ihn sein Weg auch nach Berlin. Dort lernte er sowohl den bedeutendsten Agrarreformer seiner Zeit – Johann Christian Schubart – als auch dessen Schrift „Gutgemeinter Zuruf an alle Bauern, die Futtermangel leiden, besonders an die Kursächsischen. Nebst einer bewärten Anleitung, wie sie leicht und häufig dazu gelangen, folglich auch wohlhabend werden können.“, erstmals gedruckt in Leipzig 1784, kennen. Die Erkenntnisse Schubarts zur Bodenverbesserung, insbesondere aber den Rat, als Futterpflanze für karge Böden Rot-Klee – Trifolium pratense – einzusetzen, fanden seine Zustimmung. Rot-Klee ist nicht nur als Grünfutter einsetzbar, sondern verbessert als Pflanze auch gleichzeitig den Boden. Nach seiner Rückkehr nach Erbach wollte er den Anbau des Klees möglichst großflächig durchgesetzt wissen. Ihm war allerdings klar, dass aufgrund der Ereignisse der Französischen Revolution seit 1789 ein solches Vorhaben nicht mit Zwang zu machen sein würde. Daher kam seine Idee, die – an sich schon Neuerungen traditionell sehr kritisch gegenüberstehenden – Odenwälder Bauern für die Befolgung seines Ratschlages eben mit dem „Kleetaler“ zu belohnen.

## Prägung und Aussehen

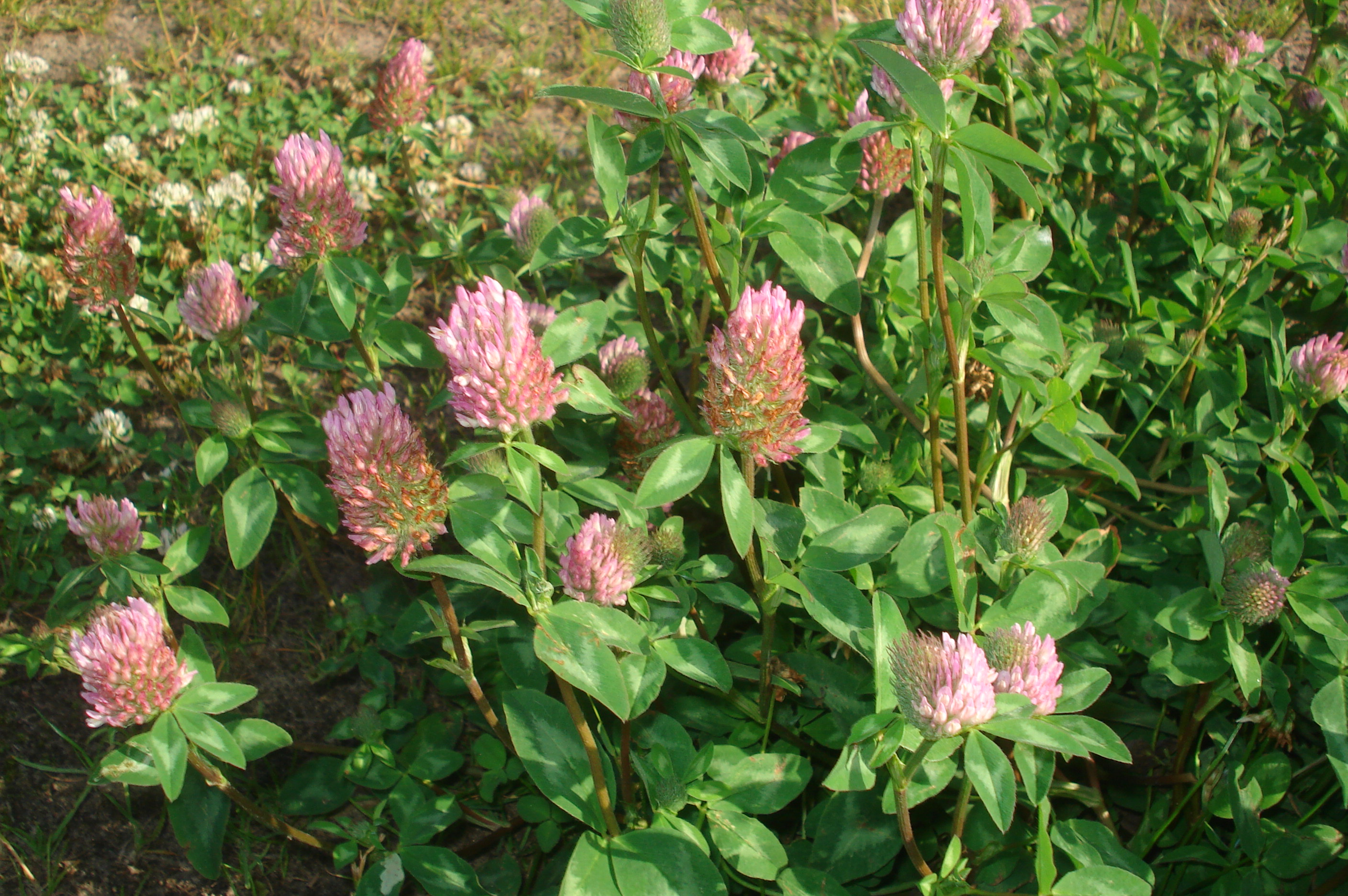
Rot-Klee

Den Entwurf für die talerförmige Medaille, die nie als Kurantmünze vorgesehen war, lieferte der Fürstlich Löwenstein-Wertheimische Münzwardein Karl Stockmar, der auch die Prägung beaufsichtigte. Die Medaille wurden 1793 in Silber mit einem Gewicht von etwa 28 Gramm, nach anderer Literatur mit einem Gewicht von zwei Loth Zollgewicht (33,332 g Münzgewicht und damit einem feinen Vereinstaler entsprechend), geprägt. Der Durchmesser beträgt 37,5 Millimeter und weist einen gerippten Rand auf.
Auf dem Avers abgebildet ist im unteren Drittel ein Kleeblatt, darunter rechts ein pflügender Bauer. Auf der linken Seite, neben einer Andeutung des Flusses Mümling, befindet sich inmitten eines bewaldeten, ansteigenden Berghanges eine Darstellung des gräflichen Schlosses Erbach. Auf der rechten Seite ist zwischen Feldern ein Dorf angedeutet. Es ist abermals ein ansteigender, bewaldeter Berghang zu sehen, sowie darüber eine aufgehende Sonne. Die Umschrift lautet: ICH SELBST BELONE AM BESTEN, die Jahreszahl am unteren Rand in römischen Ziffern MDCCXCIII, also 1793.
Auf dem Revers befindet sich die vierzeilige Inschrift FÜR DIE BEREIT/ WILLIGE BEFOLGUNG/ GUT GEMEINTER/ LEHREN.
Die genaue Anzahl der geprägten Kleetaler ist unbekannt, sie gelten heute als sehr selten. Die Medaille wurde entweder vom Grafen selbst oder nach Vorschlag und folgender gräflicher Genehmigung von den örtlichen Pfarrern an die Bauern vergeben, der weitaus größte Teil befindet sich nach wie vor im Privatbesitz der Erben der damit Ausgezeichneten.
2009 betrug der Aufrufpreis einer der wenigen bis dahin zum Verkauf stehenden Kleetaler bei einer Münzauktion 7.500 Euro.